# بلاگووگراد
بلاگووگراد نام شهر و مرکز استان بلاگووگراد در کشور بلغارستان است.
در محل این شهر در حدود سال ۳۰۰ پیش از میلاد سکونتگاهی از تراکیهای‌ها قرار داشت به نام اسکاپتوپارا. این روستا بعدها به‌دست رومیان افتاد. اسکاپتوپارا به‌خاطر چشمه‌های آب گرم پیرامون خود معروف بود.
در زمان امپراتوری عثمانی این شهر در دست ایشان افتاد و اکثریت مردم آن را مسلمانان تشکیل می‌دادند. نام این شهر در آن دوره «جومای بالا» شد که در اصل فارسی است ولی نامی است که عثمانیان بر این شهر نهادند.